# Sorex kozlovi
Sorex kozlovi är en däggdjursart som beskrevs av Sergei U. Stroganov 1952. Sorex kozlovi ingår i släktet Sorex och familjen näbbmöss. IUCN kategoriserar arten globalt som otillräckligt studerad. Inga underarter finns listade i Catalogue of Life.
Denna näbbmus är bara känd från en liten region i Tibet. Det är inget känt om artens levnadssätt.